# Liste der Mitglieder der Deutschen Akademie der Naturforscher Leopoldina/1798
Die Liste der Mitglieder der Deutschen Akademie der Naturforscher Leopoldina für 1798 enthält alle Personen, die im Jahr 1798 zum Mitglied ernannt wurden. Insgesamt gab es zehn neu gewählte Mitglieder.

## Mitglieder
| Nr.  | Name                         | Beiname         | Geboren       | Aufnahme | Gestorben     | Sektion         | Bild                | Datenbank                      |
| ---- | ---------------------------- | --------------- | ------------- | -------- | ------------- | --------------- | ------------------- | ------------------------------ |
| 1002 | Alois von Frölich            | Gentius         | 10. März 1766 | 5. Jan.  | 11. März 1841 | Medizin         |                     | Aloys von Frölich              |
| 1003 | Joseph Jacques de Grandidier | Dryander IV.    | 1761          | 4. Feb.  | 1832          |                 |                     | Joseph Jacques de Grandidier   |
| 1004 | Gustaf von Paykull           | Aristomachus V. | 21. Aug. 1754 | 5. Feb.  | 28. Jan. 1826 |                 | Gustaav von Paykull | Gustav von Paykull             |
| 1005 | Tobias Koy                   | Aelianus IV.    | 1757          | 1. Mrz.  | 3. Juli 1809  |                 |                     | Tobias Koy                     |
| 1006 | Mauritius Johann Böhm        | Aelianus V.     |               | 1. Mrz.  | 1809          |                 |                     | Mauritius Johann Böhm          |
| 1007 | Leonhard von Prunner         | Aristaeus       |               | 1. Sep.  | 1830          |                 |                     | Leonhard von Prunner           |
| 1008 | Georg Adolf Suckow           | Eubulus V.      | 28. Jan. 1751 | 5. Sep.  | 13. März 1813 | Chemie          |                     | Georg Adolph Suckow            |
| 1009 | Johann Heinrich Jördens      | Pamphilus       | 1764          | 5. Okt.  | 1813          | Medizin         |                     | Johann Heinrich Jördens        |
| 1010 | Bonavita Blank               | Zeuxides        | 23. März 1740 | 5. Okt.  | 26. Feb. 1827 | Mathematik      | Bonavita Blank      | Joseph Bonavita Blank          |
| 1011 | Christian Friedrich Meyer    | Diophanes IV.   |               | 22. Dez. |               | Forstwirtschaft |                     | Johann Christian Friedr. Meyer |

## Hinweis zu den Lebensdaten
In der Liste sind zunächst die Lebensdaten gemäß Archiv der Leopoldina aufgenommen. Diese beziehen sich bei noch nicht erstellten Namensartikeln auf die Angaben gem. Neigebaur (1860), Ule (1889) und dem Abgleich mit Wikidata. Die Lebensdaten im später erstellten Namensartikel können daher noch von den Lebensdaten in der Liste abweichen.